# Au secours pardon
Pour les articles homonymes, voir Au secours ! (homonymie).
Au secours pardon est un roman de Frédéric Beigbeder, paru aux éditions Grasset & Fasquelle en 2007. Pour la sortie de son adaptation au cinéma, il a également été réédité avec le même titre que le film : L'Idéal.

## Présentation
Ce roman est présenté comme la suite de 99 francs. Cette fois, Octave Parango est devenu un chasseur de mannequins qui part pour la Russie pour trouver la perle rare pour une firme de cosmétiques nommée L'Idéal (en référence à la société L'Oréal). Comme dans 99 francs, il est question de vie facile, d'amour superficiel avec sa dose de drogue et d'alcool, mâtiné d'une histoire d'amour entre Octave et une gamine de quatorze ans.
Octave, l'ancien rédacteur publicitaire déjanté de 99 francs, s'est fait envoyer en Russie pour sillonner les rues à la recherche d'un visage parfait, un mannequin de rêve pour une publicité à faire rêver ; il est un talent scout.

## Réception critique
Selon Jacques de Decker et Pierre Maury dans Le Soir, « Au secours pardon est à ranger avec le meilleur Houellebecq et le plus flamboyant Moix parmi les dénonciations souffrantes et sulfureuses de notre monde pris de folie. » Il y parle de l'énorme mutation culturelle qui a touché la Russie depuis l'écroulement du communisme. « Pendant trois quarts de siècle, le sexe fut la seule distraction des Russes, avec la vodka et la délation, mais elle s'est bien rattrapée depuis. Le débauché Octave Parango se sent à l'aise dans cette Russie-là qui a digéré en peu de temps tous les tics de l'Occident. »

## Adaptation cinématographique
L'auteur réalise en 2015 une adaptation de son propre roman qui porte le titre L'Idéal. Gaspard Proust reprend le rôle d'Octave Parango laissé par Jean Dujardin. Le film est sorti le 15 juin 2016.

## Édition
- Au secours pardon, Frédéric Beigbeder paru aux éditions Grasset & Fasquelle le 6 juin 2007, 318 pages  (ISBN 2246678013)